# Uniküla (Kastre)
Uniküla (Duits: Uniküll) is een plaats in de Estlandse gemeente Kastre, provincie Tartumaa. De plaats heeft de status van dorp (Estisch: küla) en telt 129 inwoners (2021).
Het dorp behoorde tot in oktober 2017 tot de gemeente Haaslava. In die maand ging Haaslava op in de nieuwe fusiegemeente Kastre.

## Geschiedenis
In de 14e eeuw verdeelden twee broers Hasselow het landgoed Haaslava onder elkaar. Zo ontstonden twee landgoederen, Haaslava en Uniküla. Het landgoed Uniküla werd ook wel landgoed Hilja (Estisch: Hilja mõis) genoemd. Hilja is vermoedelijk een verbastering van de voornaam van een van de eigenaren, Elias Mengershausen. Tijdens de regering van Stefanus Báthory (1566-1586) kwamen de beide landgoederen weer in één hand. Het landgoed Uniküla werd een ‘semi-landgoed’ (Estisch: poolmõis), een landgoed dat deel uitmaakt van een groter landgoed, in dit geval Haaslava.
Het landgoed van Haaslava en Hilja was in handen van de Zweedse staatsman Johan Skytte en de Russische maarschalk Boris Sjeremetev. Het landgoed bleef in handen van de familie Sjeremetev tot het in 1919 door het onafhankelijk geworden Estland werd onteigend. De laatste eigenaar was Sergej Sjeremetev.
In Uniküla zijn geen gebouwen van het landgoed bewaard gebleven.
Het buurdorp Alaküla maakte tussen 1977 en 1997 deel uit van Uniküla.